# Quadrula pustulosa
Quadrula pustulosa är en musselart som först beskrevs av I. Lea 1831.  Quadrula pustulosa ingår i släktet Quadrula och familjen målarmusslor.

## Underarter
Arten delas in i följande underarter:
- Q. p. pustulosa
- Q. p. mortoni